# Campillo (Boñar)
Campillo fue una localidad española perteneciente al municipio de Boñar, en la provincia de León, comunidad autónoma de Castilla y León. Desapareció bajo las aguas del embalse del Porma en 1968 además de los pueblos Armada, Lodares, Quintanilla y Ferreras, que quedaron totalmente inundados y Utrero y Camposolillo, expropiados pero no sumergidos.

## Geografía física
Toda la zona es montañosa salvo el espacio donde estuvo el despoblado llamado Vega de Remolina. La principal altura se llamaba Peña de los Foyos; los montes estaban cubiertos de robles, brezo y otros arbustos. Tenían los nombres de Monte de Morgayo,  La Varga, Matagrande (o Colagrande).

### Ubicación
Estaba situado al comienzo de un valle que se llamaba Ferreras, a pocos minutos del río Porma. Sus límites eran al norte Ferreras y Quintanilla, al este Vegamián, al sur Valdecastillo, al oeste Valdehuesa.

### Hidrografía
El río Porma pasaba al oeste del pueblo y el arroyo Ferreras más cercano. Este se unía al Porma en la Venta de Ferreras. Primero atravesaba el camino real donde había un puente pernil de madera; sus aguas movían tres molinos harineros durante cuatro meses al año.

## Geografía humana

### Organización territorial
En su término hubo un despoblado ubicado en terreno llano llamado Vega de Remolina.

## Historia
Siglo XIX
En el siglo XIX Pascual Madoz en su Diccionario Geográfico lo describe como lugar del Ayuntamiento de Vegamián, partido judicial de Riaño. Pertenecía a la diócesis de León; audiencia territorial y capitanía general de Valladolid. Tenía 18 casas y una sola calle derecha y ancha aunque en pendiente como todo el pueblo. Tuvo una iglesia parroquial —matriz de Quintanilla— llamada de San Justo y Pastor. También había escuela de primeras letras para ambos sexos. Sus caminos eran locales y carreteros excepto el camino real que pasaba por la venta llamada Ferrera. Producía patatas, legumbres, trigo, cebada, centeno y algo de yerba; había cría de ganado vacuno, caballar, lanar y cabrío. Su industria era la agricultura y los molinos harineros.
Siglo XX
En 1968 se inauguró el embalse del Porma cuyas aguas se destinaron a regadío además de asumir la función de regulación de aguas fluviales evitando las riadas. A consecuencia de la construcción del embalse desapareció el municipio de Vegamián y sus pueblos Armada, Campillo, Lodares, Quintanilla y Ferreras, inundados completamente y Utrero y Camposolillo, expropiados pero no sumergidos. Todos ellos aprobaron sus disoluciones durante el verano de 1967.
Vegamián quedó incorporado al municipio de Boñar, siete kilómetros aguas abajo del Río Porma, según el Decreto 970/1967, publicado en el Boletín Oficial del Estado número 111, de 10 de mayo de 1967.